# Juha Dahllund
Juha Kalevi Dahllund (ur. 20 marca 1954 w Helsinkach) – fiński piłkarz występujący na pozycji pomocnika.

## Kariera klubowa
Dahllund karierę rozpoczynał w sezonie 1972 w pierwszoligowym zespole HJK. W sezonie 1973 wywalczył z nim mistrzostwo Finlandii. W 1977 roku odszedł do drużyny KIF, ale po jednym sezonie wrócił do HJK. W kolejnych sezonach trzykrotnie zdobył z nim mistrzostwo Finlandii (1978, 1981, 1985) oraz dwa razy Puchar Finlandii (1981, 1984). W 1986 roku odszedł do trzecioligowego Vantaan Pallo-70. W sezonie 1987 awansował z nim do drugiej ligi, ale w sezonie 1990 spadł z powrotem do trzeciej. W 1992 roku zakończył karierę.

## Kariera reprezentacyjna
W reprezentacji Finlandii Dahllund zadebiutował 8 września 1976 w przegranym 0:6 towarzyskim meczu ze Szkocją. W 1980 roku został powołany do kadry na Letnie Igrzyska Olimpijskie, zakończone przez Finlandię na fazie grupowej. W latach 1976–1984 w drużynie narodowej rozegrał 17 spotkań.